# یوسف‌آباد (سربیشه)
یوسف‌آباد یک روستا در ایران است که در بخش مرکزی شهرستان سربیشه واقع شده‌است.